# Serge Monast
Serge Monast (né le 12 août 1945 et mort à Sherbrooke le 3 décembre 1996) est un théoricien du complot canadien.

## Biographie
Disciple de l'essayiste québécois René Bergeron et de l'ancien commandant de la marine canadienne William Guy Carr, Monast fut également proche des défenseurs du crédit social (Parti Crédit social du Canada).
Au début des années 1990, il se consacre à la rédaction d'ouvrages s'opposant aux conspirations sur le thème du Nouvel Ordre Mondial et des sociétés secrètes, en particulier les Illuminati. Il est notamment inspiré par les travaux de William Guy Carr.
En 1995, il fait paraître un document intitulé les Protocoles de Toronto, un livre fait selon le modèle des Protocoles des sages de Sion où il prétend dévoiler l'activité secrète d'un groupe maçonnique, les « 666 », rassemblant tous les 18 ans (6+6+6) les puissants de ce monde en vue de l'établissement du Nouvel Ordre Mondial et du contrôle mental des individus.
Les thèses de Monast, marginales à l'époque, circulent depuis aussi beaucoup grâce à l'essor d'Internet; elles ont influencé notamment le pasteur protestant intégriste américain Texe Marrs. Certaines de ses « enquêtes » ont été rééditées par l'éditeur français Jacques Delacroix (Châteauneuf, Éditions Delacroix), lui-même disciple de Monast.

## Thèses
Le projet Blue Beam ou Blue Beam Project (également connu sous le nom de Project of Divine Illumination) est une théorie du complot créée et proposée par Serge Monast à la suite d'un discours de Ronald Reagan de 1987.

## Publications

### Essais
- Testament contre hier et demain. Manifeste de l'amour d'ici, Montréal, S. Monast, 1973.
- Jean Hébert, Chartierville, S. Monast, 1974.
- Jos Violon : Essai d'investigation littéraire sur le comportement du Québécois, Chartierville, S. Monast, 1975 ; La Patrie, S. Monast, 1977.
- avec Colette Carisse, Aimé Lebeau et Lise Parent, La famille : mythe et réalité québécoise, "Rapport présenté au Conseil des affaires sociales et de la famille", vol. 1, Sillery, Conseil des affaires sociales et de la famille, 1974 ; 1976.
- L'Habitant, Stanstead, Éditions de l'Aube, [1979].
- L'Aube des brasiers nocturnes. Essai sur l'amour, Stanstead, Éditions de l'Aube, 1980.
- La Création irrécupérable : essai, Bromptonville, Éditions de l'Aube, 1981 (porte la mention : « Les différents textes modifiés revus et corrigés contenus dans cet essai furent extraits de l'essai inédit : L'Humanibête »).
- Méditations sur les dix commandements de Dieu, Garthby Station, Éditions de l'Aube, 1983.
- La médaille de saint Benoît ou La croix de saint Benoît, Cookshire, Courrier de Saint Joseph, [1984 ?].
- Il est minuit moins quinze secondes à Ottawa : de l'impossible dualité canadienne à l'éclatement d'une Guerre civile, dossier d'enquête journalistique, Edmonton, La Presse Libre Nord-Américaine, 1992.
- Le gouvernement mondial de l'Antéchrist, journalisme d'enquête international, « La conspiration mondiale des Illuminatis », vol. 1, Magog, Éditions de la Presse libre, [1994] et Cahier d'Ouranos hors série, coll.« Enquêtes-Études-Réflexions » de la Commission d'Études Ouranos, [1994] ; rééd. Châteauneuf, Éditions Delacroix, [s.d.].
- The United Nations concentration camps program in America, « Coup d'État and war preparations in America », book 1, Magog, Presse libre nord-américaine, [1994] (porte la mention : « Doit comprendre 4 vol. »)
- Vaccins, médecine militaire expérimentale, cristaux liquide, dossier d'enquête journalistique - CIA, Magog, Presse libre nord-américaine, [1994].
- Project Blue Beam (NASA), Magog, Presse libre nord-américaine [1994].
- Le Protocole de Toronto (6.6.6.). Québec année zéro, International free press agency « Intelligence report », mars 1995, dans Murmures d’Irem, no 7.
- Le Contrôle total 666, Cahier d'Ouranos hors série, coll. « Enquêtes-Études-Réflexions » de la Commission d'Études Ouranos ; rééd. Châteauneuf, Éditions Delacroix, [s.d.].
- Dévoilement du complot relatif au plan du chaos et de marquage de l'Humanité, Châteauneuf, Éditions Delacroix, [s.d.].
- Le Complot des Nations Unies contre la Chrétienté, Éditions Rinf, 1995.

### Poésie
- Cris intimes : poésie, Stanstead, Éditions de l'Aube, [1980] (porte la mention : « Les poèmes sont extraits du recueil : Le Désert des Barbares ; le texte en prose est extrait de l'essai: L'Humanibête »).

### Préface
- « Présentation » de René Bergeron, Le corps mystique de l'antéchrist, Montréal, Presse libre nord-américaine, « Dossiers chocs », 1993 (Éd. originale, Montréal, Éditions Fides, 1941)

## Dans la culture populaire
- L'album Projet Blue Beam de Freeze Corleone fait référence à la théorie du complot de Serge Monast[5].